# Одровонж, Ян (младший)
Ян Одровонж младший из Спровы герба Одровонж (пол. Jan Odrowąż ; ок. 1478—1513) — польский магнат , староста львовский (с 1485) и самборский, воевода  белзский (ок. 1507—1511) и русский (1511—1513).

## Биография
Принадлежал к роду Одровонжей. Его отцом был воевода подольский и русский Ян Одровонж старший, матерью — Беата Тенчиньская. Имел брата Иеронима Одровонжа, старосту самборского.
В 1485 году после смерти отца принял староство во Львове, а также все многочисленные владения Одровонжей, которых на конец XV века насчитывалось около 40. С 1507 (или 1508 года) был воеводой в Белзе, с 1511 — воеводой русским.
В 1504 году женился на дочери воеводы Спитко Ярославского Анне из рода Тарновских-Ярославских герба Лелива. В этом браке родился сын Станислав, ставший последним представителем рода по мужской линии и дочь Беата, ставшая в 1531 году женой Станислава Лаского.